# John Payne
John Payne (* 1958) je britský hudebník, producent a skladatel, nejvíce známý jako zpěvák a baskytarista skupiny Asia, v letech 1992-2006. Od roku 2007 hraje s ASIA Featuring John Payne.